# Station Radkowice
Station Radkowice is een spoorwegstation in de Poolse plaats Lipowica.